# Кольчатая горлица
Кольчатая горлица (лат. Streptopelia decaocto) — птица из семейства голубиных.

## Описание
Кольчатая горлица размером с сизого голубя, длина тела достигает от 31 до 33 см. При этом она легче, а её хвост длиннее, поэтому птица выглядит стройнее и изящнее. Размах крыльев составляет от 47 до 55 см, а масса тела достигает от 150 до 200 г. Оперение однотонного, светлого бежево-коричневого цвета, только концы крыльев немного темнее, голова и нижняя часть тела немного светлее. Радужина красноватая, тонкое окологлазное кольцо белое. Отличительным признаком вида является чёрное незамкнутое кольцо на затылке. Половой диморфизм отсутствует. У молодых птиц отсутствует чёрное полукольцо на затылке.
Крик — это глухое воркование из трёх строф с акцентом на второй строфе как у многих видов голубей. Во время токового полёта птица часто издаёт многократно повторяющиеся хриплые звуки.

## Распространение
Кольчатая горлица, начиная с 1930-х годов, расселилась из Передней Азии и Балканского полуострова по всей Европе и Центральной Азии, и продолжает расширять свой ареал, при этом предпочитает для заселения антропогенный ландшафт. Птицы живут в парках и садах, всегда вблизи поселений, предпочитают спокойные жилые районы, в которых имеется несколько хвойных деревьев. Последние необходимы им для гнездования.

## Питание
Кольчатая горлица питается семенами, зерном и плодами.

## Размножение
Гнездо строит чаще высоко на деревьях из большого количества стеблей и веточек. В кладке 1–2 яйца. Птенцы вылупляются через 21 день. Птицы часто гнездятся несколько раз в год, так как выводок часто гибнет из-за хищников (кошки, сороки, сойки или белки).

## Галерея

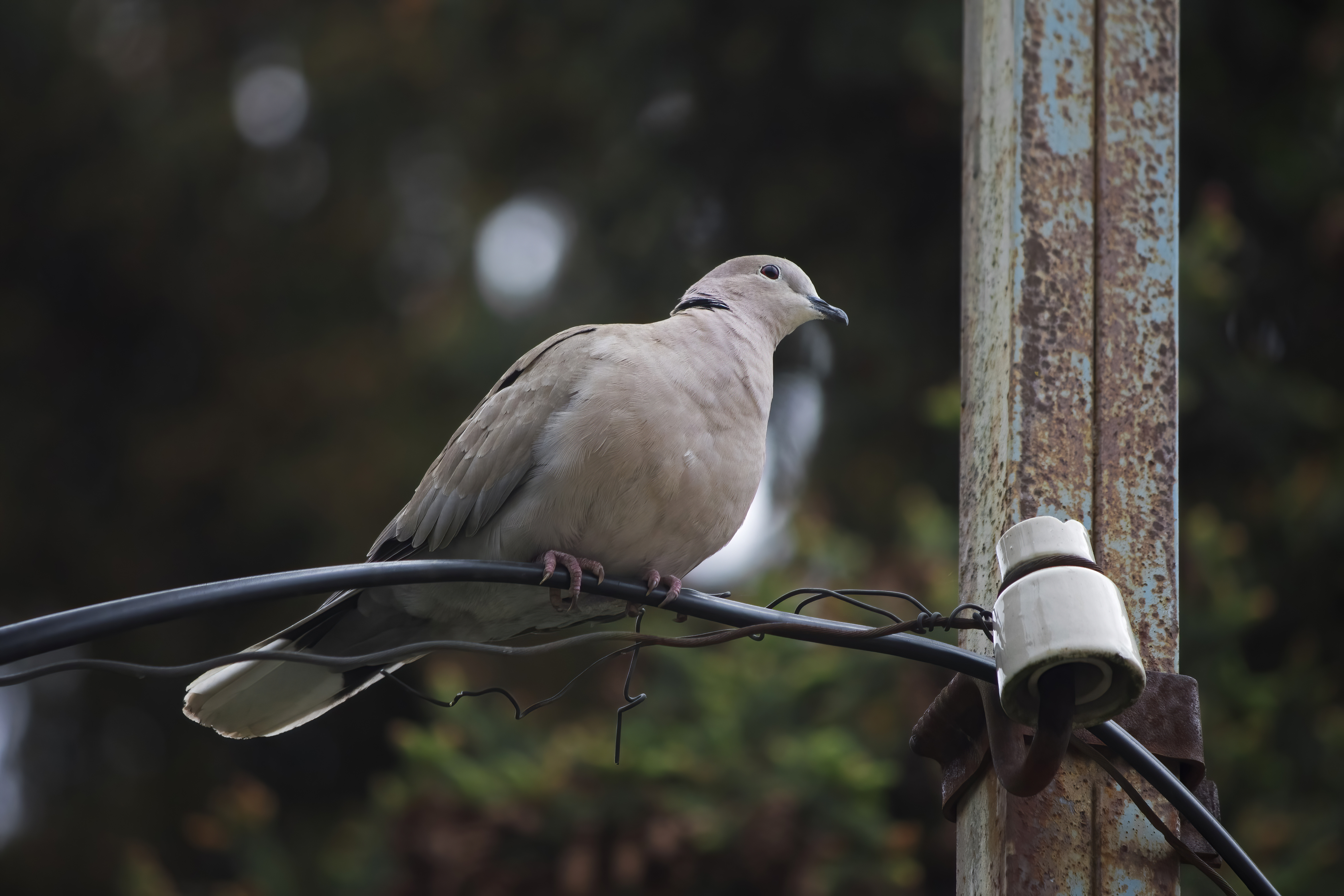
Как и у многих горлиц, у кольчатой концы рулевых белые.
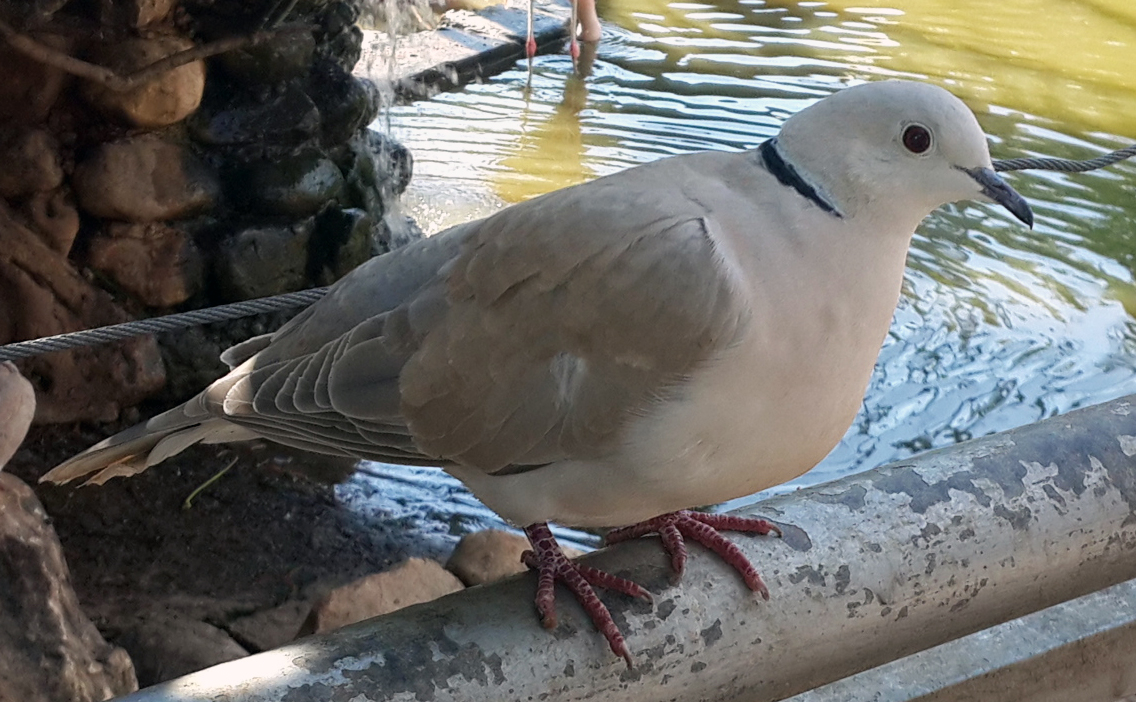
Кольчатая горлица в зоопарке Петах-Тиквы (Израиль)
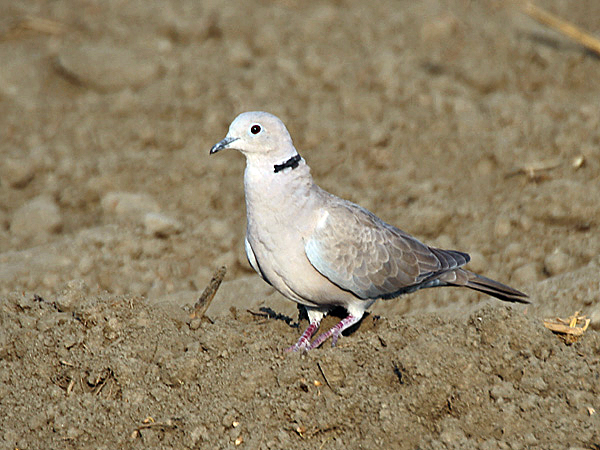
Харьяна, Индия.
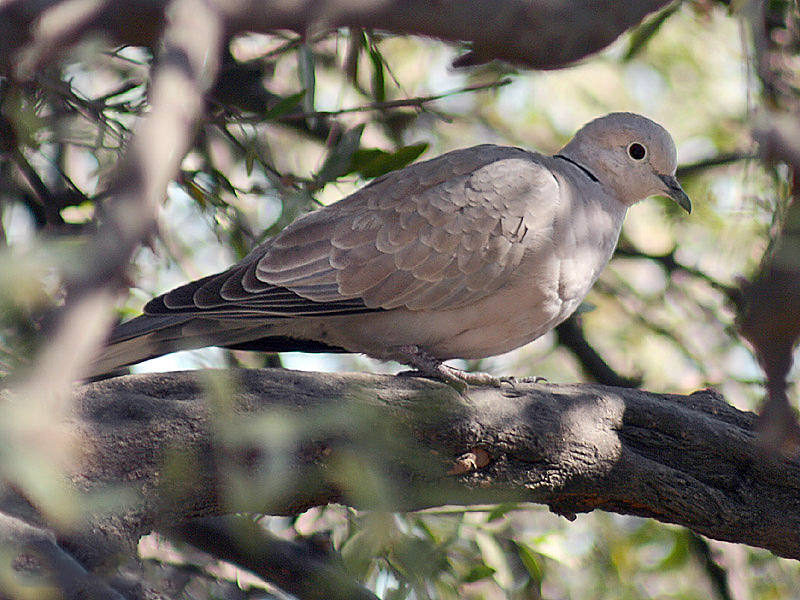
Харьяна, Индия.
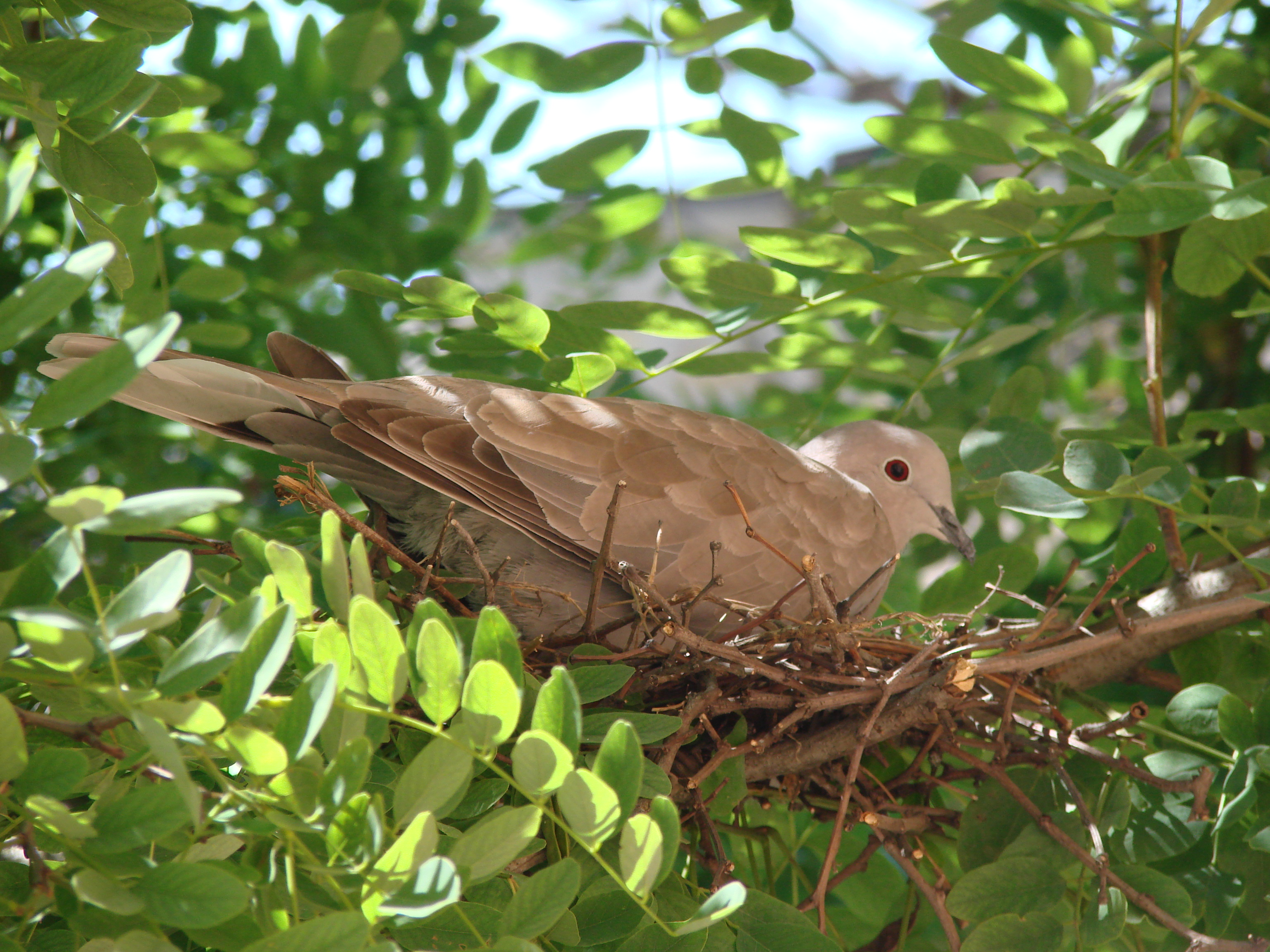
Гнездо на акации в Херсоне, Украина.
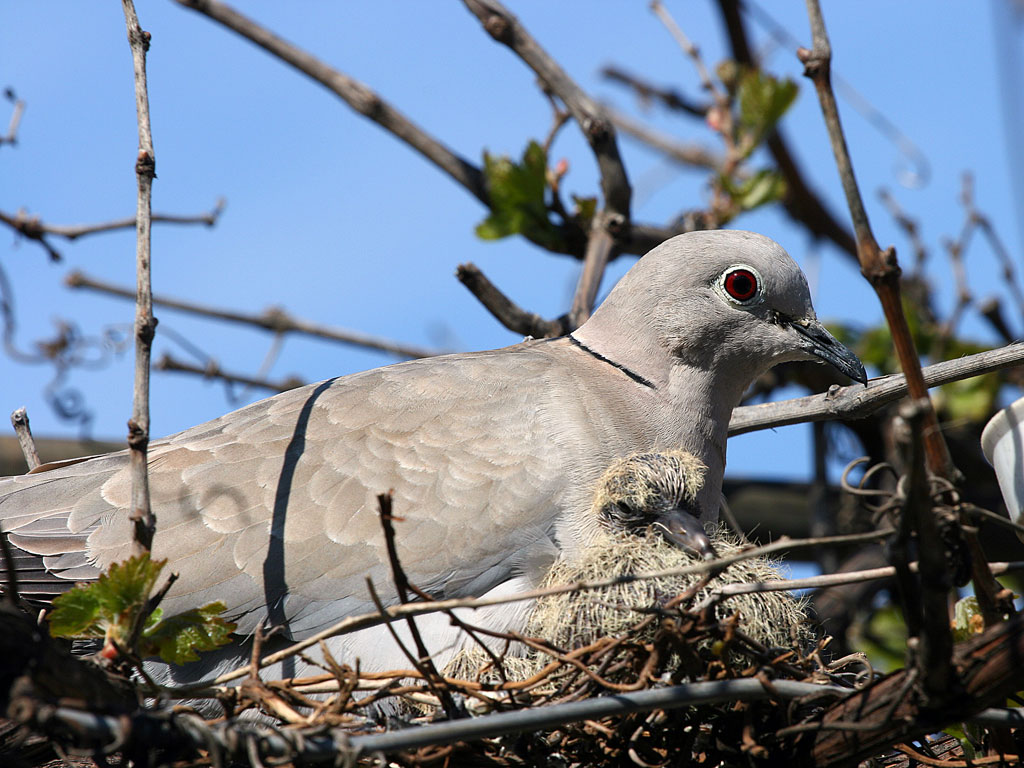
Кольчатая горлица с птенцом, Волгоградская область
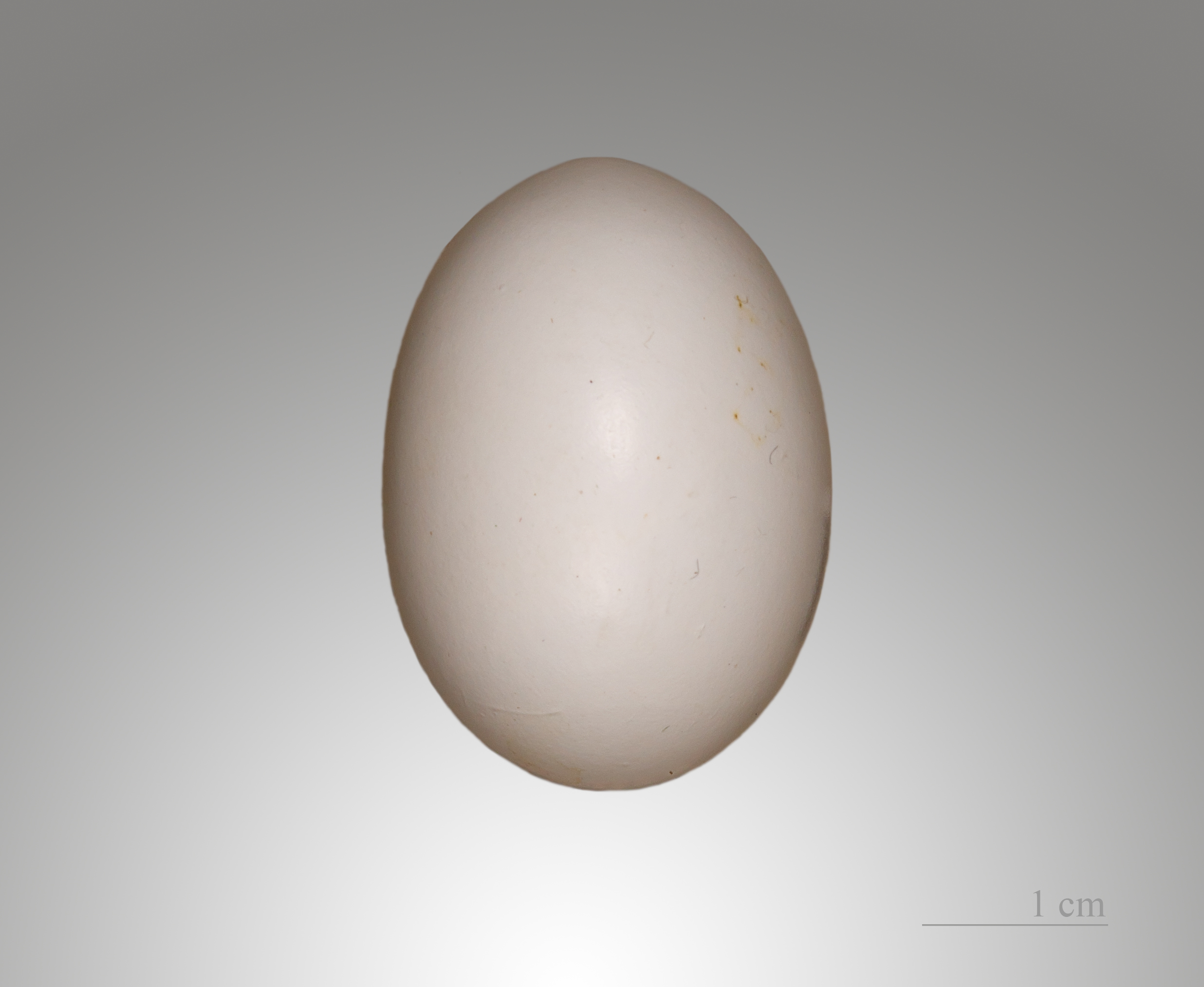
Яйцо (Тулузский музей)